# Prix de l'innovation en informatique distribuée
Le Prix de l'innovation en informatique distribuée, également appelé SIROCCO award, est une distinction qui récompense chaque année une ou plusieurs personnes pour leurs contributions dans le domaine de l'informatique distribuée.

## Lauréats
| Année | Lauréat             | Sujet                                             |
| ----- | ------------------- | ------------------------------------------------- |
| 2009  | Nicola Santoro      |                                                   |
| 2010  | Jean-Claude Bermond |                                                   |
| 2011  | David Peleg         |                                                   |
| 2012  | Roger Wattenhofer   |                                                   |
| 2013  | Andrzej Pelc        |                                                   |
| 2014  | Pierre Fraigniaud   | compréhension du routage dans les réseaux sociaux |
| 2015  | Michel Raynal       |                                                   |